# جوزيف ليندسي
جوزيف ليندسي (بالإنجليزية: Joseph Lindsay) (13 نوفمبر 1858 في المملكة المتحدة - 12 أكتوبر 1933) هو لاعب كرة قدم بريطاني (وحمل سابقاً جنسية المملكة المتحدة لبريطانيا العظمى وأيرلندا) في مركز الهجوم. شارك مع منتخب اسكتلندا لكرة القدم. أما مع النوادي، فقد لعب مع نادي دمبرتون ونادي رينجرز وRenton F.C. ‏.

## وصلات خارجية
- جوزيف ليندسي على موقع الاتحاد الإسكتلندي (الإنجليزية)
- جوزيف ليندسي على موقع قاعدة بيانات كرة القدم.إي يو (الإنجليزية)